# Rüterberg
Rüterberg est un quartier de la ville de Dömitz, dans le sud-ouest du Mecklembourg, en Allemagne. L'ancienne commune est connue pour avoir établi une "République villageoise de Rüteberg" en 1989.

## Géographie
Le village le long de l'Elbe se trouve dans le parc naturel de la vallée mecklembourgeoise de l'Elbe. Il est en face de la Basse-Saxe. À l'époque de la division de l'Allemagne, la frontière fit l'objet de fortifications durant 22 ans du côté de la RDA. En Allemagne fédérale, il y avait simplement du fil barbelé.

## Histoire

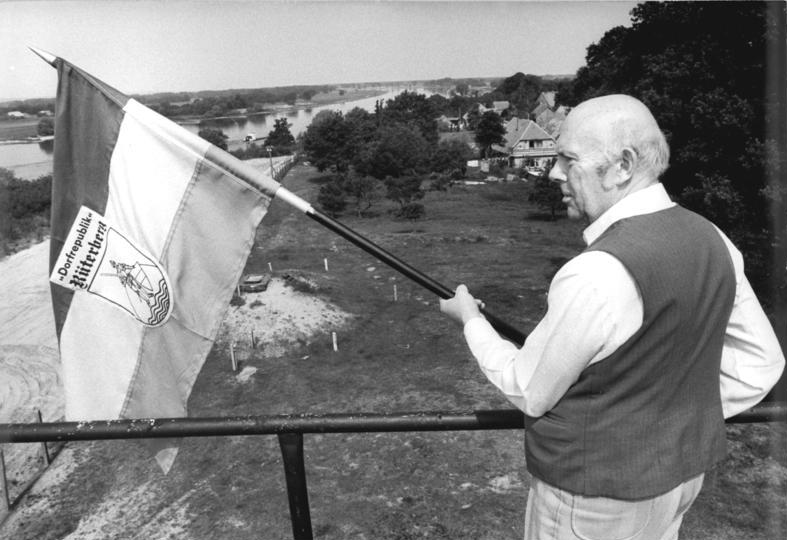
Hans Rasenberger avec le drapeau de la République villageoise de Rüterberg.

Le village est mentionné pour la première fois en 1340. En 1938, le village de Wendisch-Wehningen-Broda-Sandwerder est rebaptisé Rüterberg. À la fin de la Seconde Guerre mondiale, le village se trouve dans la zone d'occupation soviétique, à la limite de celle britannique. Dès 1952, des mesures sont prises pour renforcer la répression le long de la frontière. Lors de « l'action Vermine », plusieurs familles sont repoussées plus loin de la zone de délimitation. En 1961, on pose des dispositifs de surveillance.
En 1966, a lieu la "bataille de Gorleben", durant laquelle les armées ouest-allemande et britannique s'étalent le long de l'Elbe. La RDA réaffirme que la frontière intérieure se situe au milieu du fleuve. En 1967, une deuxième clôture est posée à Rüteberg. Le village se retrouve isolé au sein de la RDA. Les habitants peuvent entrer ou quitter leur village après la présentation du laissez-passer à une unique entrée gardée. Les visiteurs sont interdits. Il y a un couvre-feu entre 23 h et 5 h. En 1988, la ligne de démarcation est rénovée. Un homme en profite alors pour fuir. Les habitants de Rüterberg sont 300 en 1961 et 150 en 1989.

## République villageoise de Rüteberg
| Rüterberg                                                                  |                                      |
| République villageoise de Rüteberg (1967-1989) Rüterberg Dorfrepublik (de) |                                      |
| Armoiries.                                                                 | Drapeau de la république villageoise |
| Administration                                                             |                                      |
| Pays                                                                       | République démocratique allemande    |
| Territoire revendiqué                                                      | Le village de Rüterberg              |
| Statut politique                                                           | Micronation                          |
| Gouvernement                                                               | République                           |
| Démographie                                                                |                                      |
| Langue(s)                                                                  | Allemand                             |
| Géographie                                                                 |                                      |
| Coordonnées                                                                | 53° 09′ 07″ nord, 11° 11′ 06″ est    |
|                                                                            |                                      |
| modifier                                                                   |                                      |

En signe de protestation contre la situation d'isolement, les habitants décident le 8 novembre 1989 de proclamer la "République villageoise de Rüteberg". L'idée en revient à Hans Rasenberger, qui prend pour exemple la neutralité des villages de la Suisse après avoir pris connaissance du Serment du Grütli lors d'un voyage en Europe occidentale l'année précédente.
Rasenberger organise une réunion le 24 octobre 1989, avec l'autorisation du Ministère de la Sécurité d'État. Elle est accordée pour le 8 novembre. Environ 90 habitants présentent à un officier supérieur des troupes à la frontière et au chef du bureau de police du district, le document préparé par Rasenberger signifiant la République et ses lois, en rupture avec la RDA. Les habitants approuvent à l'unanimité la création de la République. Le lendemain, le mur de Berlin tombe et le surlendemain celui de Rüteberg.
Après la réunification, le village renaît en s'étendant sur les anciens terrains frontaliers. À l'occasion du dixième anniversaire de la proclamation de la République, un bureau d'accueil est ouvert en 1999 et donne aux visiteurs un aperçu de la vie dans le village isolé de la frontière.
En 2004, Rüterberg est intégré à Dömitz.